# ويليام ك. رايت
ويليام ك. رايت (بالإنجليزية: William C. Wright)‏ هو محامي وسياسي أمريكي، ولد في 6 يناير 1866 في الولايات المتحدة، وتوفي في 11 يونيو 1933 في نفس البلد. حزبياً، نشط في الحزب الديمقراطي. وقد انتخب عضو مجلس النواب الأمريكي.